# Альтмаркское перемирие
А́льтма́ркское переми́рие было заключено между Швецией и Речью Посполитой 16 (26) сентября 1629 года сроком на 6 лет. Оно положило конец конфликту, длившемуся с 1600 по 1629 годы.
Перемирие было заключено вблизи Гданьска (нем. Данциг) в прусской деревне Альтмарк (Altmark; в настоящее время Стары Тарг, Поморское воеводство, Польша). Посредниками выступили Франция, Англия и Голландия. Обеспечив перемирие с Речью Посполитой, Швеция в 1630 году смогла вступить в Тридцатилетнюю войну. По окончании срока действия Альтмаркского перемирия, в 1635 году между Швецией и Речью Посполитой был заключен Штумсдорфский мир, отменивший условия Альтмаркского перемирия.

## Повод
Боевые действия в Пруссии показали, что войска Речи Посполитой плохо подготовлены к современной (для XVII века) европейской войне, требующей использования фортификационных сооружений и, одновременно, умения их брать. Эта неподготовленность, в значительной степени, была неизбежной из-за особенности ведения войн в восточных окраинах страны, где основное значение, на огромных степных пространствах, имела кавалерия, а не пехота и артиллерия. Нехватку артиллерии и боеспособных пехотных подразделений выявила война со Швецией, особенно боевые действия в Пруссии, которая по сравнению с восточными окраинами была более плотно населённой и, как следствие, обладала большим количеством городов и крепостей. В такой войне только та армия успешно удерживала позиции на захваченной территории, которая умела брать и удерживать крепости и другие опорные пункты. Реформы гетмана Конецпольского не могли за короткое время наверстать упущений в этой сфере со времён Стефана Батория. Длительная война истощала финансы Речи Посполитой, экономическое положение которой усугублялось блокадой польского побережья шведскими флотом. Без проведения военной и финансовой реформ Речь Посполитая не могла одержать окончательную победу над Швецией. Для их проведения был необходим длительный мир или, по крайней мере, несколько лет перемирия.
Посредничество в переговорах между воюющими странами взяла на себя Голландия, заинтересованная в возобновлении прерванной войной торговли в Балтийском регионе. Густав II Адольф также был склонен к прекращению боевых действий в Пруссии, так как собирался вступить в Тридцатилетнюю войну на стороне протестантских князей Германии, также его участия в войне с Габсбургами ожидали Франция и Англия. Речь Посполитую беспокоили действия России, которая вела переговоры с Османской империей и приобрела в Европе большое количество современного вооружения, в частности мушкетов. Кроме того, на южных окраинах Речи Посполитой участились татарские набеги.

## Положения договора
Условия перемирия позволили Швеции сохранить контроль над Ливонией и устьем реки Вислы. Швеция также эвакуировала большую часть Прусского герцогства, но сохранила прибрежные города. После вторжения 1625 года Речи Посполитой были возвращены и другие шведские завоевания. Большая часть Ливонии к северу от реки Даугавы (Западной Двины) была передана Швеции (Шведская Ливония), хотя Латгалия, юго-восточная область, оставалась под властью Содружества. Швеция получила право на 2/3 всех транспортных сборов в портах Речи Посполитой, таких как Гданьск (Данциг) и Эльблонг (Эльбинг), а также от портов герцогства Пруссии на ближайшие шесть лет. Эти транспортные сборы финансировали участие Швеции в Тридцатилетней войне.
Альтмаркское перемирие было подписано вскоре после того, как Швеция потерпела поражение от Польши во главе с гетманом польным коронным Станиславом Конецпольским и императорскими войсками Священной Римской Империи в Тшчане (Хонигфельде), также известной как Штум (Штумм), при котором король Швеции Густав Адольф II едва избежал плена. Густава несколько раз ранили, и в какой-то момент его спас один из его людей.
Польский парламент (так называемый Сейм) не вводил новых налогов для того, чтобы платить солдатам императорской армии, сражавшейся под командованием Ганса Георга фон Арним-Бойценбурга и из-за низкого морального состояния некоторых из них взбунтовался или перешёл на сторону шведов. Несколько других стран дипломатично вмешались, и Сигизмунд III Польский в конечном итоге был вынужден заключить перемирие.
В 1635 году перемирие было продлено по Штумсдорфскому договору. Швеция отказалась от прусских портов, а Речь Посполитая уступила большую часть Ливонии Риге, сохранив за собой Даугавпилсскую область.

## Результаты Альтмаркского перемирия

Территориальные приобретения Швеции по итогам войны отмечены жёлтым и коричневым цветами.

- Швеция сохраняла за собой Лифляндию с Ригой (Шведская Ливония) и большинство портов в Восточной (Герцогской) и Западной (Королевской) Пруссии (в том числе Толькмицко (нем. Толкемит), Эльблонг (нем. Эльбинг), Бранево (нем. Браунсберг), Пиллау (польск. Пилава), Мемель, за исключением Кёнигсберга (польск. Крулевец), Гданьска и Пуцка (нем. Путциг)[1].
- Курфюрст бранденбугский, одновременно являвшийся герцогом прусским, в качестве компенсации за захваченные Швецией территории в Герцогской Пруссии, получал в Королевской Пруссии города Мальборк (нем. Мариенбург), Штум, крепость Гданьска-Глова (нем. Данцигер-Хаупт) и Вислянские Жулавы. По истечении срока перемирия, если не будет подписан мирный договор между Швецией и Речью Посполитой, курфюрст был обязан передать вышеуказанные города и территории Швеции.
- Герцогу Курляндскому возвращалась захваченная Швецией Митава.
- По отдельному договору с Гданьском Швеция получала право взимать с перевозимых через гданьский порт товаров пошлину в размере 5,5 % от их стоимости: 3,5 % должна была получать шведская казна, 1 % — казна Речи Посполитой, 1 % — Гданьск[1].
- Речь Посполитая сохраняла южную часть Лифляндии (Инфлянтское воеводство).
- Речь Посполитая утратила право строить и держать военный флот в Гданьске[1].
- За оказанную военную помощь Речь Посполитая должна была уплатить Священной Римской империи (Габсбургская монархия) 500 тысяч злотых.